# Иберийски планини
Иберийските планини (на испански: Sistema Ibérico) са планинска система в Североизточна Испания, ограждащи от североизток платото Месета. Простират се от северозапад на югоизток на протежение от 440 km и ширина до 250 km. Максимална височина връх Монкайо (2316 m) издигащ се в масива Сиера дел Монкайо. Представляват систима от блоково-нагънати масиви (Сиера де ла Деманда 2262 m, Сиера дел Монкайо, Сиера де ла Вирхен 1438 m, Сиера де Кукалон 1514 m, Сиера де Гудар 2019 m и др.), изградени от мезозойски варовици, пъстри пясъчници и кварцити. Централната част е проломена от каньоновидната долина на река Халон (десен приток на Ебро). Иберийските планини са разделени на по-високи северозападни масиви с алпийски върхове (Сиера де ла Деманда, Сиера дел Монкайо) и по-ниски, силно окарстени на югоизток (Сиера де Гудар и др.). От северозападната част на планините води началото си най-голямата река на Пиренейския полуостров – Дуеро и множество десни притоци на Ебро. Обрасли са със средиземноморска храстова растителност, а на северозапад се срещат иглолистни и дъбови гори. Има находища на желязни руди (Охос Негрос).